# Leny Yoro
Leny Olivier Yoro (ur. 13 listopada 2005 w Saint-Maurice) – francuski piłkarz iworyjskiego pochodzenia, występujący na pozycji obrońcy w Manchesterze United oraz w reprezentacji Francji do lat 21.

## Kariera klubowa
Pierwsze juniorskie treningi odbywał w klubie UJA Maccabi Paris Métropole następnie w Villeneuve-d'Ascq z którego w wieku 12 lat dołączył do Lille OSC.
W Lille OSC zadebiutował 14 maja 2022 roku w wygranym 1:3 meczu przeciwko OGC Nice, zmieniając w 78 minucie spotkania Angela Gomesa.
18 lipca 2024 roku podpisał pięcioletni kontrakt z opcją przedłużenia o kolejny rok z Manchesterem United. W nowym klubie zadebiutował 4 grudnia 2024 roku w przegranym 2:0 meczu przeciwko Arsenalowi, zmieniając w 59 minucie spotkania Harry'ego Maguire'a. Pierwszą bramkę dla Manchesteru United zdobył 10 kwietnia 2025 roku w zremisowanym 2:2 spotkaniu przeciwko Olympique'owi Lyon.

## Kariera reprezentacyjna
Młodzieżowy reprezentant Francji U-17, U-18, U-19, U-21 i U-23. 

## Statystyki
(aktualne na dzień 17 sierpnia 2025)
| Klub               | Sezon              | Liga                   | Liga  | Liga   | Puchar krajowy | Puchar krajowy | Puchar ligi | Puchar ligi | Europa | Europa | Inne  | Inne   | Suma  | Suma   |
| Klub               | Sezon              | Liga                   | Mecze | Bramki | Mecze          | Bramki         | Mecze       | Bramki      | Mecze  | Bramki | Mecze | Bramki | Mecze | Bramki |
| ------------------ | ------------------ | ---------------------- | ----- | ------ | -------------- | -------------- | ----------- | ----------- | ------ | ------ | ----- | ------ | ----- | ------ |
| Lille OSC B        | 2021/22            | Championnat National 3 | 9     | 0      | 0              | 0              | –           | –           | –      | –      | –     | –      | 9     | 0      |
| Lille OSC B        | 2022/23            | Championnat National 3 | 4     | 0      | 0              | 0              | –           | –           | –      | –      | –     | –      | 4     | 0      |
| Lille OSC          | 2021/22            | Ligue 1                | 1     | 0      | 0              | 0              | –           | –           | 0      | 0      | –     | –      | 1     | 0      |
| Lille OSC          | 2022/23            | Ligue 1                | 13    | 0      | 2              | 0              | –           | –           | –      | –      | –     | –      | 15    | 0      |
| Lille OSC          | 2023/24            | Ligue 1                | 32    | 2      | 3              | 0              | –           | –           | 9      | 1      | –     | –      | 44    | 3      |
| Manchester United  | 2024/25            | Premier League         | 21    | 0      | 3              | 0              | 1           | 0           | 8      | 1      | 0     | 0      | 33    | 1      |
| Manchester United  | 2025/26            | Premier League         | 1     | 0      | 0              | 0              | 0           | 0           | –      | –      | –     | –      | 1     | 0      |
| Ogólnie w karierze | Ogólnie w karierze | Ogólnie w karierze     | 81    | 2      | 8              | 0              | 1           | 0           | 17     | 2      | 0     | 0      | 107   | 4      |